# Mukai Iwa
Mukai Iwa är en kulle i Antarktis. Den ligger i Östantarktis. Norge gör anspråk på området. Toppen på Mukai Iwa är 11 meter över havet.
Terrängen runt Mukai Iwa är huvudsakligen kuperad, men söderut är den platt. Havet är nära Mukai Iwa västerut. Trakten är glest befolkad. Närmaste befolkade plats är Showa Station, 6,9 km nordväst om Mukai Iwa. 